# Llac Champlain
El Llac Champlain és un llac natural d'aigua dolça que es troba principalment entre els límits dels estats dels Estats Units de Vermont i de Nova York, però parcialment està situat a través de la frontera entre Estats Units i el Canadà (a Quebec).

## Hidrografia

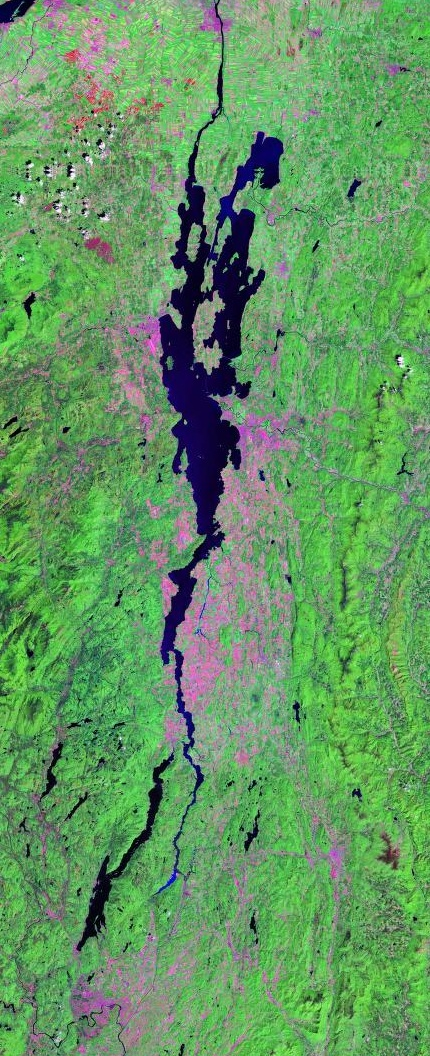
Foto Landsat

La Vall de Champlain Valley està entre les valls més al nord del Great Appalachian Valley, que va del Quebec a Alabama. La Vall Champlain és una secció fisiogràfica de la gran vall del riu Sant Llorenç que per la seva part forma part de la divisió fisiogràfica de les Muntanyes Apalatxes.

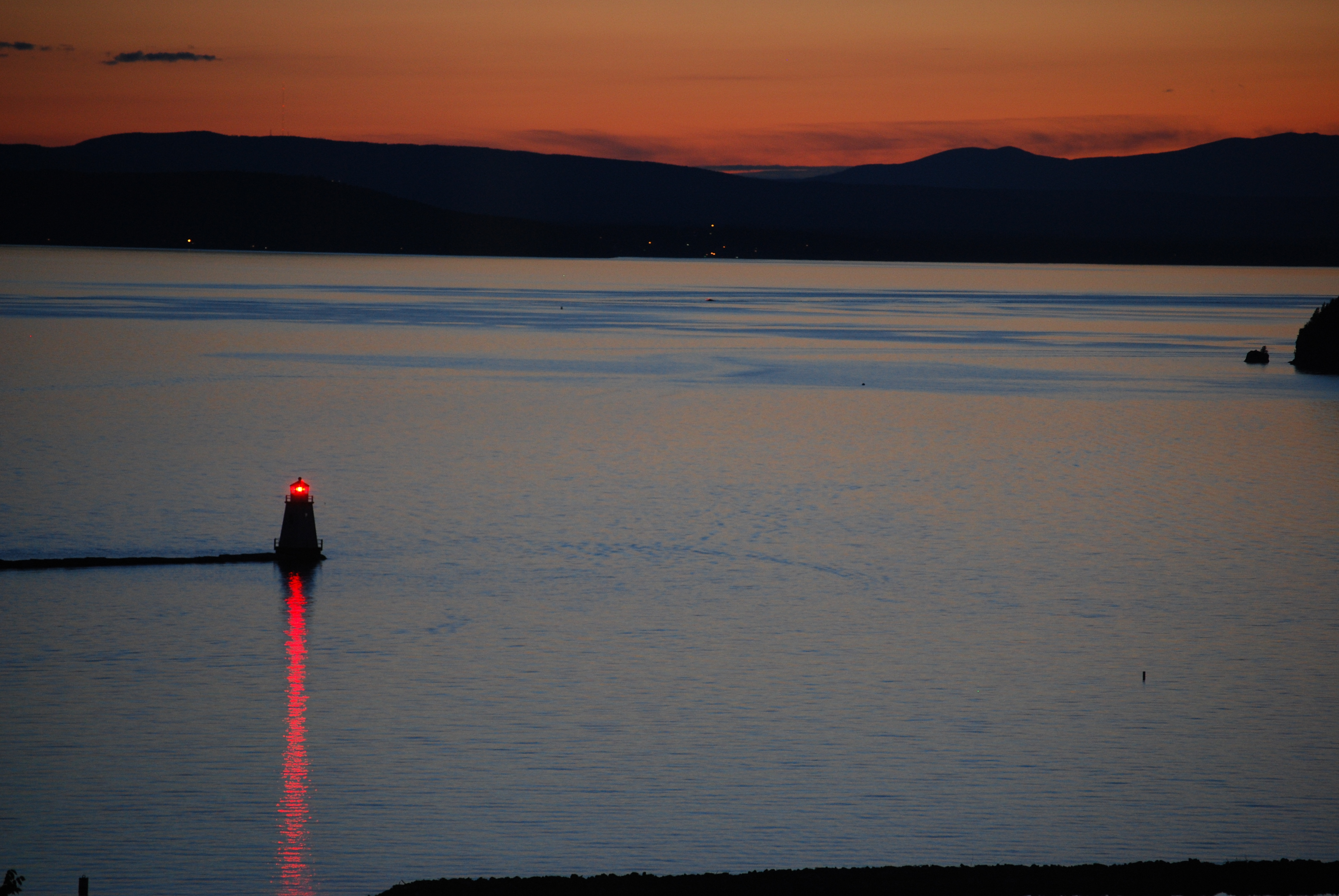
Llac Champlain prop de Burlington

Encara que és més petit que els Grans Llacs: Ontario, Erie, Huron, Superior o Michigan, el llac Champlain és una gran massa d'aigua dolça que fa uns 1.269 km² de superfície fent 201 km de llargada i 23 km d'amplada màxima. La seva màxima fondària és de 120 m.
El riu Richelieu neix a aquest llac i discorre cap al nord fins a arribar al riu Sant Llorenç. Aquest llac drena aproximadament la meitat de la superfície de l'estat de Vermont i unes 250.000 persones s'abasteixen d'aigua potable d'aquest llac. Hi entren els rius Otter Creek, Winooski, Missisquoi i Lamoille a Vermont, i els rius Ausable, Chazy, Boquet i Saranac de l'estat de Nova York. També rep aigua del llac George a través del riu La Chute. Està connectat al riu Hudson pel Canal Champlain.

## Història
Aquest llac rep el nom de l'explorador francès Samuel de Champlain, qui hi arribà el 1609. Als segles xviii i xix els ports del llac tenien importància comercial i militar.
El poble natiu iroquès l'anomenava Caniaderi Guarunte que significa: boca o porta del país, perquè aquesta via aquàtica era una important porta d'entrada a les seves terres.